# Antoine Fauchery

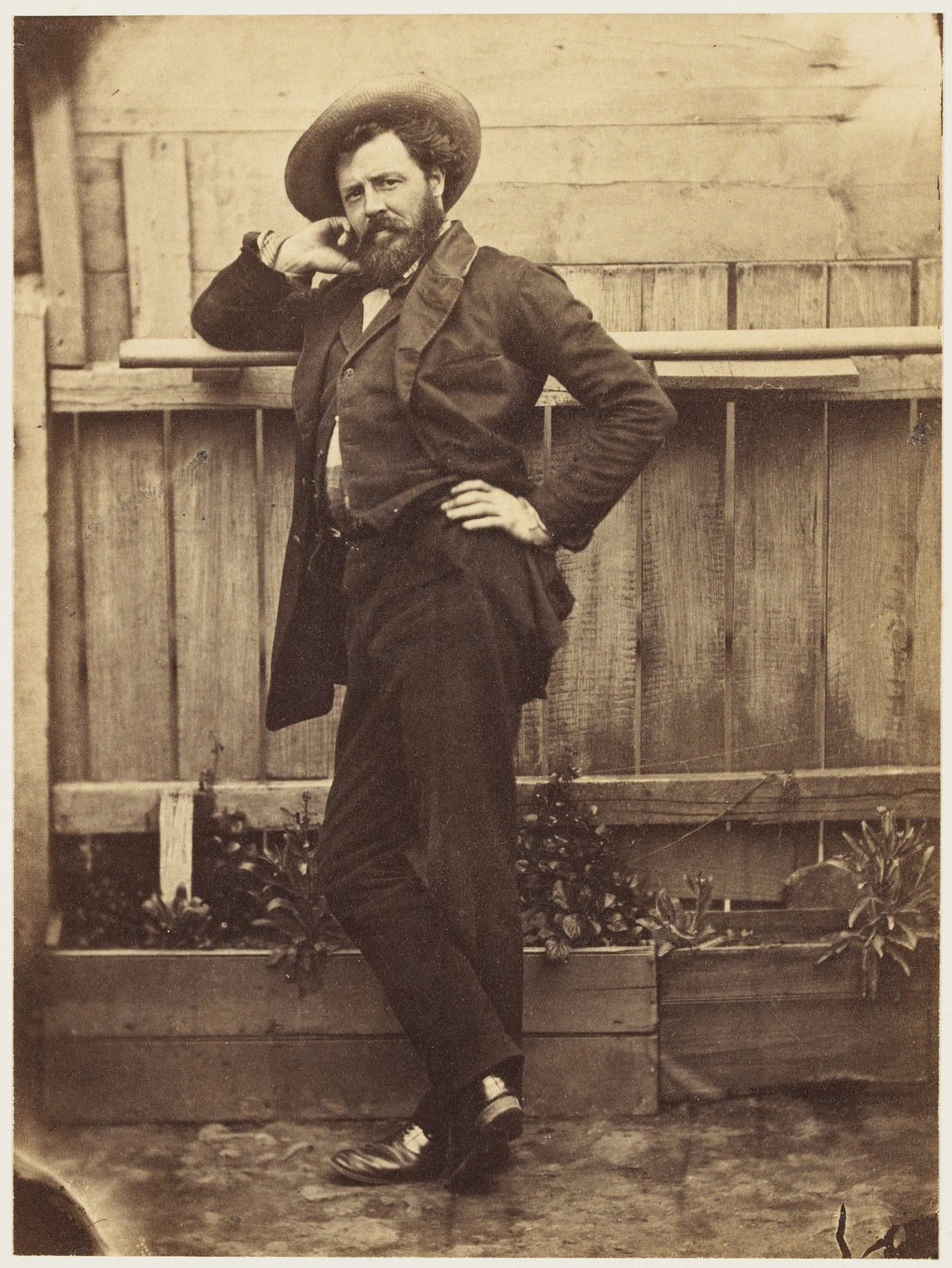
Antoine Fauchery

Antoine Julien Fauchery (* 15. November 1823 in Paris; † 27. April 1861 in Yokohama) war ein französischer Fotograf, Schriftsteller, Journalist, Goldsucher und Abenteurer.

## Lebensweg
Antoine Julien Fauchery wurde als zweites Kind des Kaufmanns Julien Fauchery und dessen Frau Sophie Gilberte, geb. Soré, am 15. November 1823 in Paris geboren. Fauchery erhielt Malunterricht von Léon Cogniet (1794–1880), war aber nicht nur als Maler, sondern auch als Architekt, Holzschneider und schließlich als Journalist tätig. Dank einer zufälligen Begegnung mit dem gleichaltrigen französischen Dichter Théodore de Banville (1823–1891) fand Fauchery Zugang zu einigen bekannten Pariser Schriftstellern, wie Henri Murger (1822–1861), Jules Champfleury (1821–1889), Charles Baudelaire (1821–1867) und Gérard de Nerval (1808–1855). Fauchery schrieb für die Zeitung Le Corsaire und verfasste mehrere Pamphlete. Er diente Henri Murger als Vorbild für dessen Figur des Malers Marcel in Murgers Roman Scènes de la Vie de Bohème, auf dem das Libretto von Luigi Illica und Giuseppe Giacosa für die von Giacomo Puccini komponierte Oper La Bohème beruht.
Antoine Fauchery freundete sich auch mit dem bedeutenden französischen Fotopionier Gaspard-Félix Tournachon (1820–1910) an, der unter seinem Künstlernamen Nadar bekannt geworden ist.
Im Revolutionsjahr 1848 schlossen Nadar und Fauchery sich einer Gruppe französischer Idealisten und polnischer Emigranten an, die in das damals dreigeteilte Polen aufbrachen, um dieses Land in die Freiheit zu führen. Dieser Versuch scheiterte schon im Ansatz, und die Gruppe kehrte unverrichteter Dinge nach Paris zurück. Fauchery war im Zuge dieser Ereignisse für kurze Zeit in Magdeburg interniert.
Nachdem Fauchery von den Goldfunden in Australien erfahren hatte, stach er am 23. Juli 1852 von London aus an Bord der Emily in See nach Port Phillip an der Südküste Australiens, wo er am 22. Oktober 1852 landete. Fauchery beschrieb die lange Reise nach Australien, die damals noch junge und recht überschaubare Stadt Melbourne und das Leben auf den Goldfeldern bei Ballarat und am Jim Crow Creek bei Daylesford und Hepburn Springs in einer Abfolge von 15 Briefen, die zunächst vom 9. Januar bis zum 8. Februar 1857 in der Pariser Zeitung Le Moniteur Universel veröffentlicht wurden und später im selben Jahr als Buch unter dem Titel Lettres d’un Mineur en Australie („Briefe eines Bergarbeiters in Australien“) in dem Pariser Verlag Poulet Malassis et de Broise von Auguste Poulet-Malassis und seinem Schwager Eugène de Broise erschienen, der auch Baudelaires Fleurs du mal („Die Blumen des Bösen“) verlegt hatte. Wenn Fauchery auch einmal einen Gold-Nugget von fast vier Unzen (60 Gramm) Gewicht einfach beim Herumstochern in ein paar Graswurzeln fand, so war er doch alles in allem kein sehr erfolgreicher Goldsucher und kehrte nach einiger Zeit in den Goldfeldern nach Melbourne zurück, wo er das Café Estaminet Français („Französisches Speisehaus“) in der Little Bourke Street East Nr. 76 eröffnete, das sich zu einem Treffpunkt für nicht-britischstämmige Einwanderer entwickelte.
Nach etwa vier Jahren Aufenthalt in Australien fuhr Fauchery am 5. März 1856 an Bord der Roxburgh Castle von Melbourne nach London zurück. Noch während dieser Rückfahrt, am 12. März 1856, wurde das Theaterstück Calino, charge d'atelier („Calino, Werkstattleiter“), das Fauchery gemeinsam mit Théodore Barrière verfasst hatte, erfolgreich im Théâtre du Vaudeville in Paris uraufgeführt. Ebenfalls im Jahr 1856 wurde Faucherys La Résurrection de Lazare („Die Wiederauferstehung des Lazarus“) bei Michel Lévy veröffentlicht, ein Theaterstück in Briefform, das Fauchery mit Henri Murger zusammen verfasst hatte.
Am 15. Januar 1857 heirateten Antoine Julien Fauchery und Louise-Joséphine Gatineau in der Pariser Kirche St-Pierre de Montmartre.
Schon bald darauf erhielt Fauchery vom französischen Kultusministerium eine offizielle Akkreditierung und staatliche Geldmittel, um erneut nach Australien, aber auch nach Indien und China zu reisen und von dort in Artikeln und Fotografien zu berichten. Am 20. Juli 1857 stachen Fauchery und seine Ehefrau an Bord der Sydenham von London aus in See und erreichten am 4. November 1857 Melbourne. Dort eröffnete Fauchery ein Fotoatelier in der Collins Street East Nr. 132. Dort bot er zunächst Fotografien feil, die er aus Paris mitgebracht hatte, und nahm Porträtfotos auf. Auf der 8. Jahresausstellung der Victorian Industrial Society wurden Fotografien Faucherys ausgestellt und mit einer Goldmedaille ausgezeichnet. Es handelte sich um Papierabzüge von Porträtfotos, die Fauchery von seinen Kollodium-Nassplatten angefertigt hatte.
Bald darauf begann die berufliche Zusammenarbeit Faucherys mit dem britischen Geologen und Fotografen Richard Daintree (1832–1878). Sie eröffneten gemeinsam ein Fotoatelier in Collins Street East in Melbourne. 1858 erschien ihr Fotoalbum Australia (Sun Pictures of Victoria), mit Porträtfotos von australischen Prominenten und von Aborigines, Fotos von den Goldminen sowie Architektur- und Landschaftsaufnahmen.
Fauchery war mit dem französischen Generalkonsul in Victoria, Comte Lionel Moréton de Chabrillan (1818–1858), befreundet, der am 29. Dezember 1858 in Melbourne verstarb.
Fauchery fuhr am 21. Februar 1859 von Melbourne ab, nach Manila auf den Philippinen. Ob er auch dort fotografiert hat, ist unbekannt. Philippinische Behörden stellten Fauchery am 23. März 1860 einen Reisepass für China aus. Er begleitete die französischen Expeditionsstreitkräfte im Zweiten Opium-Krieg (1856–1860) als Kriegskorrespondent und offizieller Fotograf, aber der Verbleib seiner Fotos aus dem Opiumkrieg ist unbekannt. Fauchery schrieb eine Serie von 15 Briefen aus China (Lettres de Chine), die in der Zeit vom 12. Oktober 1860 bis zum 3. Februar 1861 in Le Moniteur universel erschienen.
Am 12. Januar 1861 reiste Fauchery von Shanghai aus auf dem Dampfer Cadiz nach Yokohama in Japan weiter. Dort starb er nur drei Monate nach seiner Ankunft, am 27. April 1861, im Alter von nur 37 Jahren, an einer Durchfallerkrankung. Er wurde auf dem Ausländerfriedhof Yokohama Foreign General Cemetery beigesetzt.

## Galerie: Fotografien aus dem Atelier Fauchery & Daintree

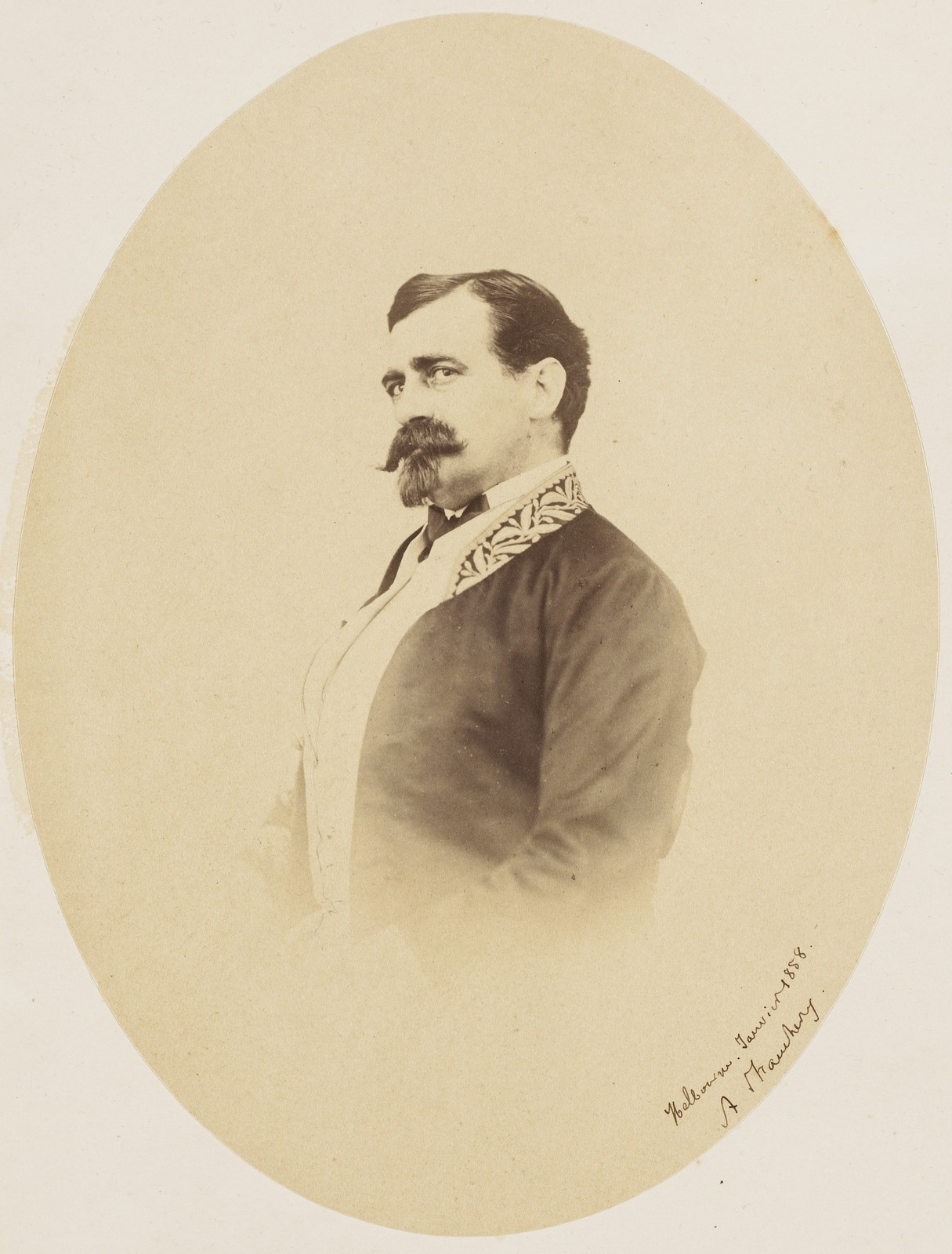
Der französische Konsul in Melbourne, Victoria, Graf Lionel de Chabrillan (1818–1858)
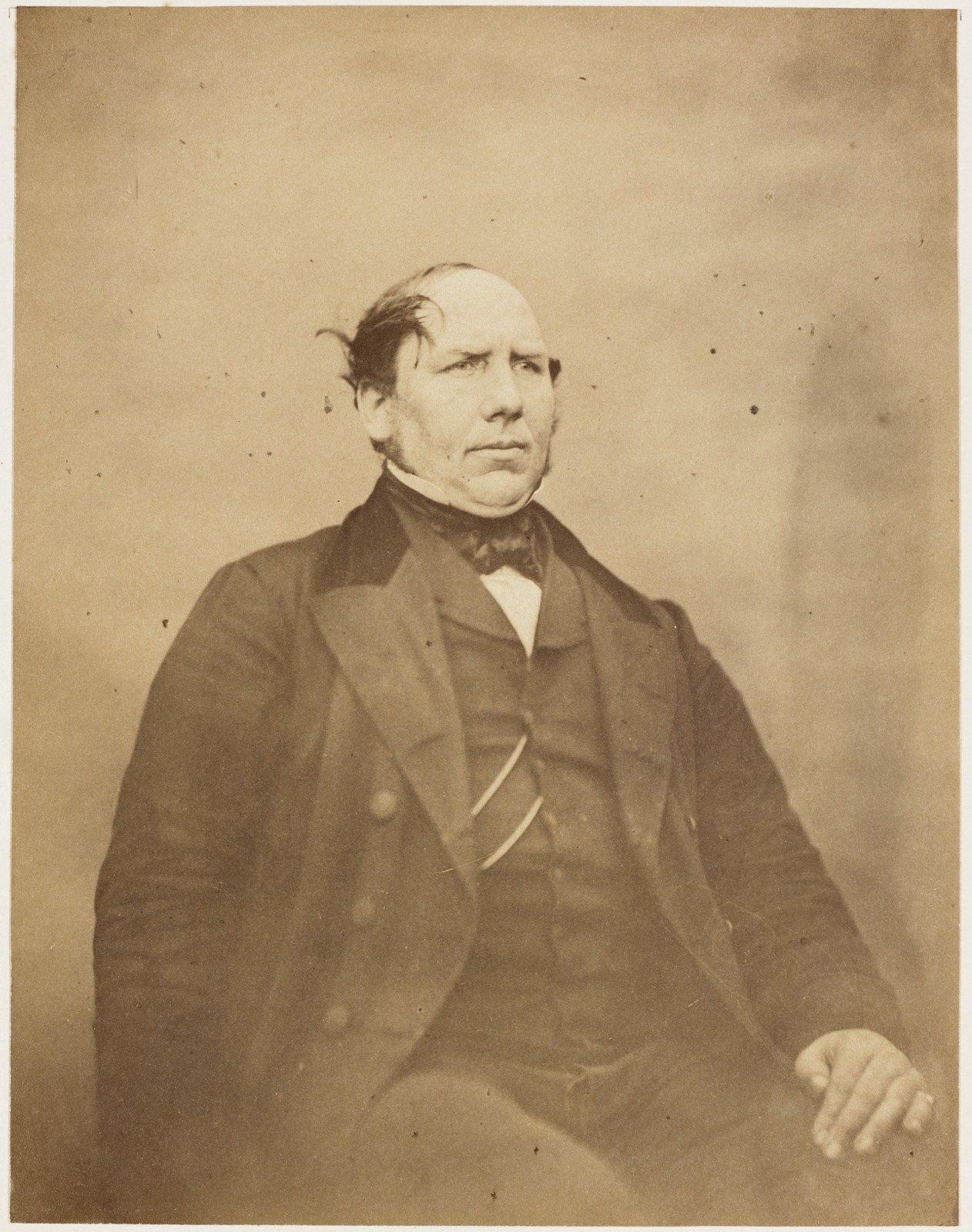
Der britische Kolonialbeamte J. O’Shanassy (1818–1883)
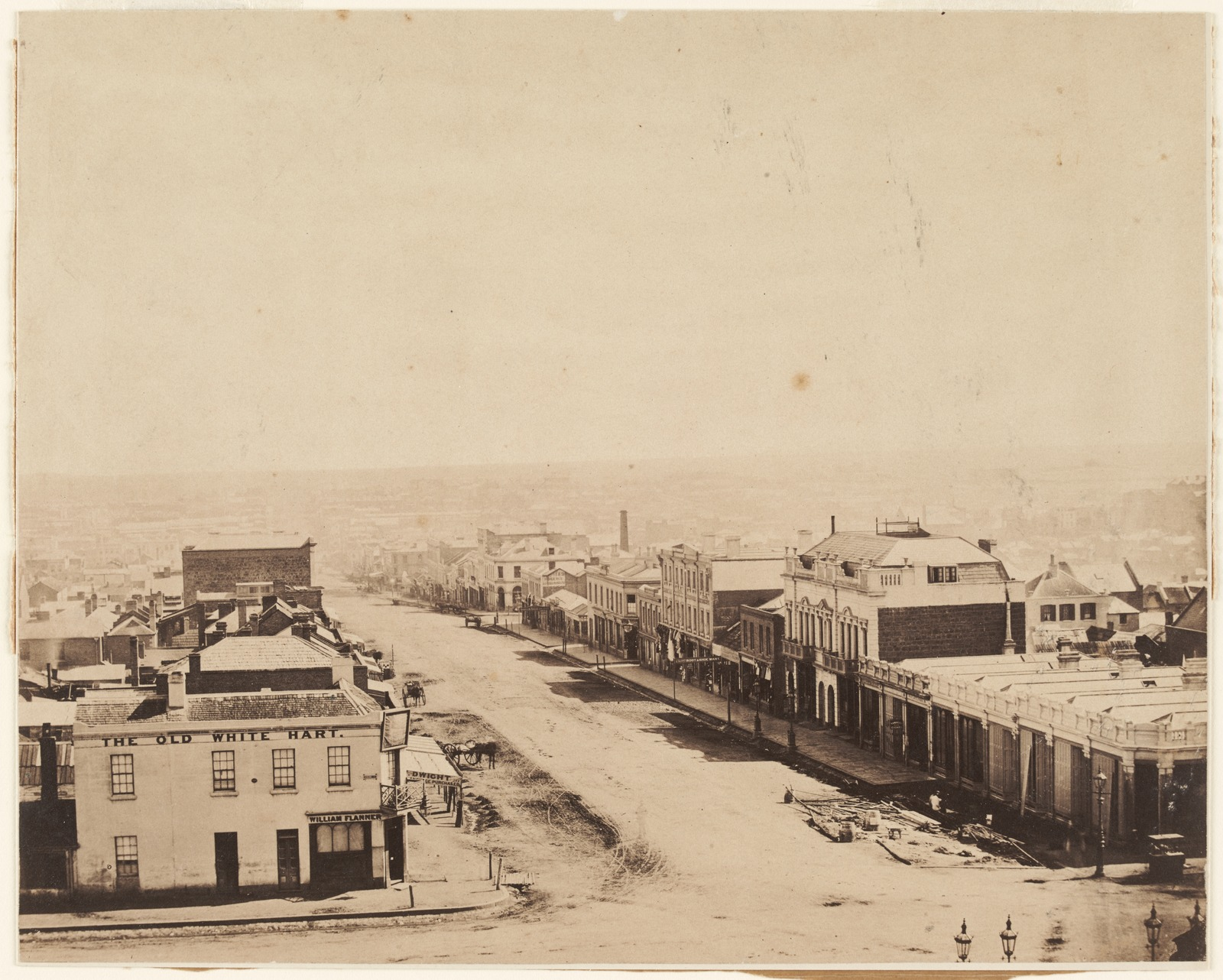
Die Bourke Street in Melbourne, Blick nach Westen von der Spring Street, um 1858
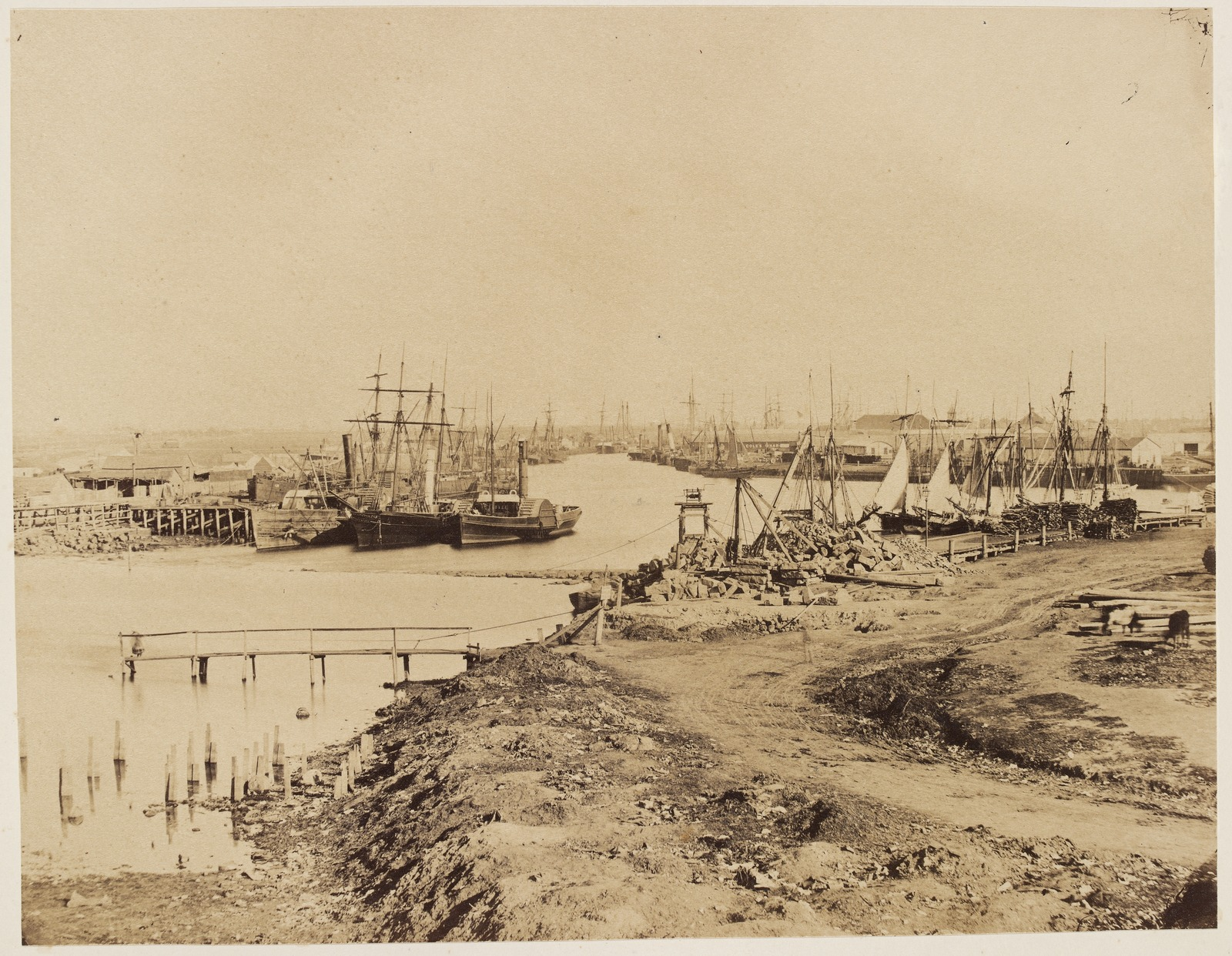
Der Yarra River in Melbourne, um 1858
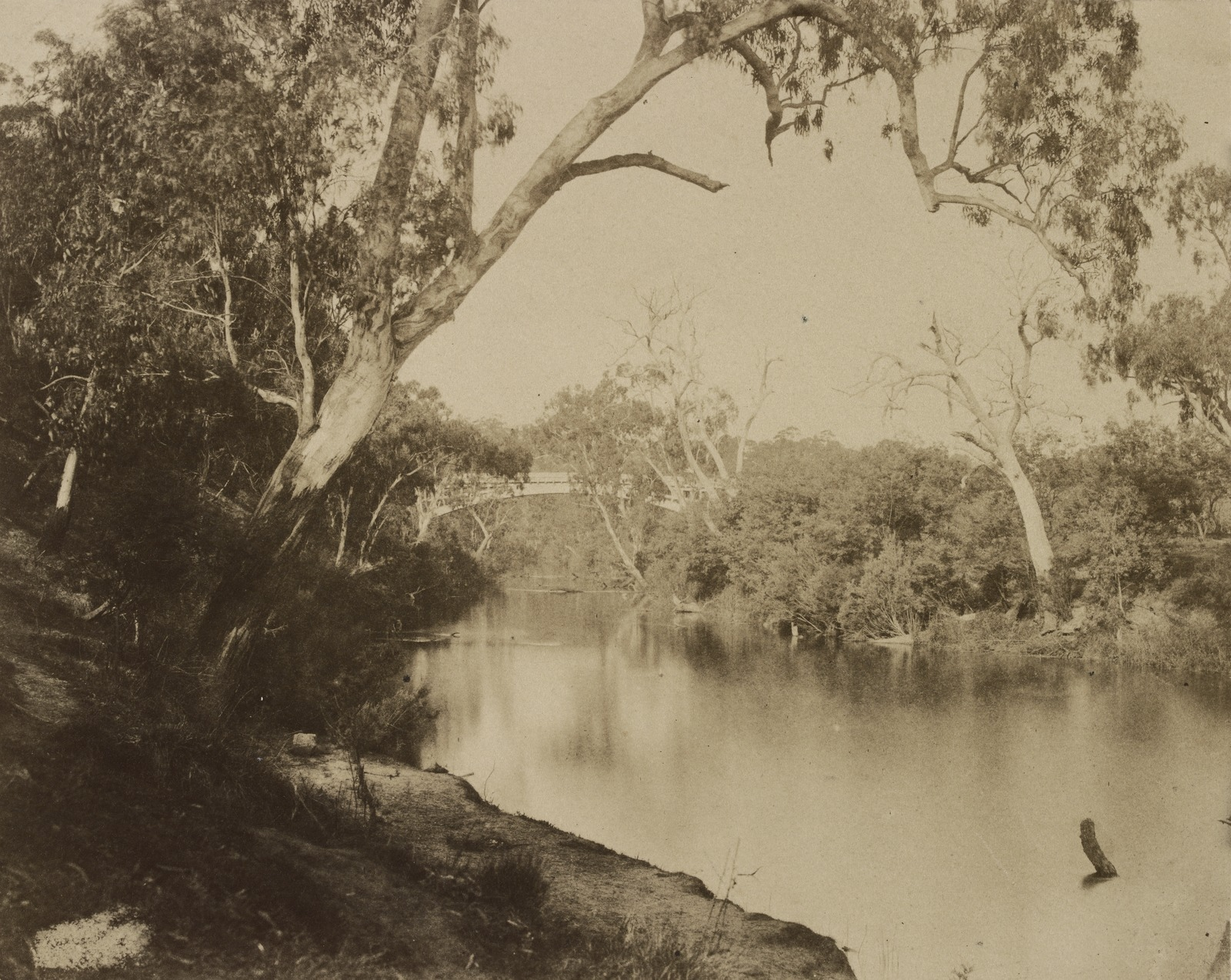
Der Yarra River nahe Studley Park, um 1858
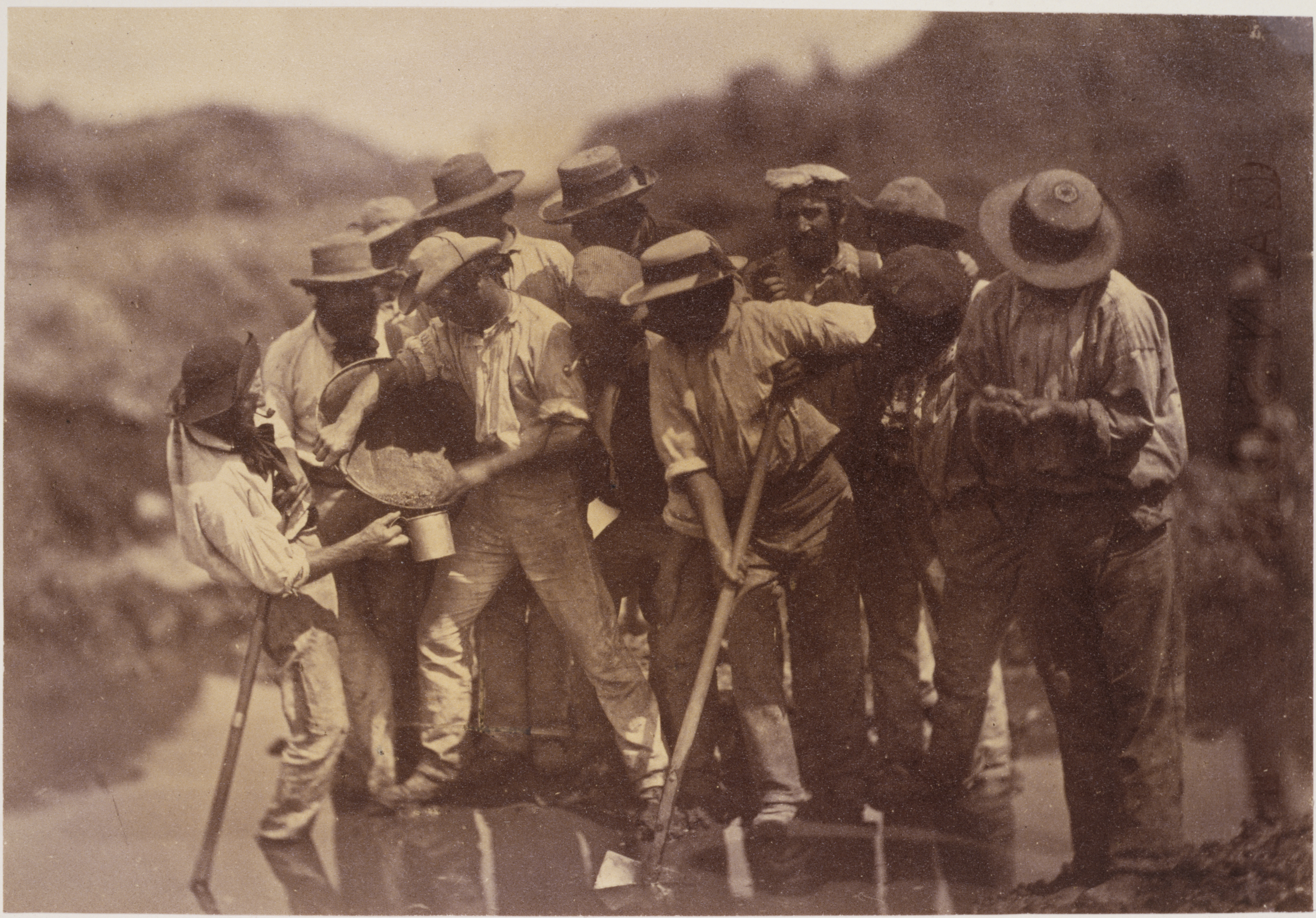
Australische Goldgräber, um 1858
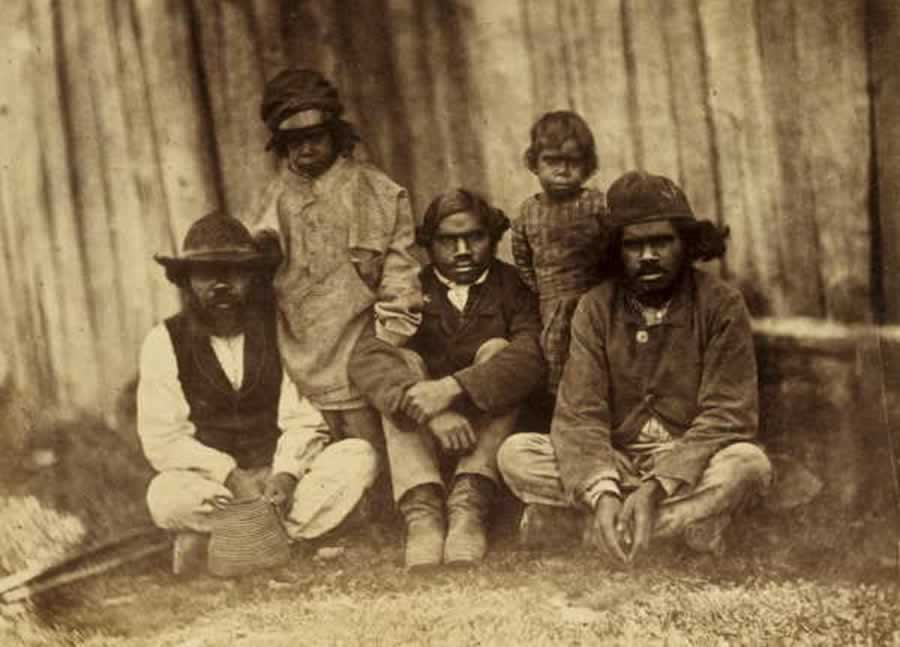
Aborigines im Loddon Aboriginal Protectorate von Edward Stone Parker, Mount Franklin, Franklinford, Victoria, um 1858